# Кирилэ, Кэтэлин
Каталин Кирила (рум. Cătălin Maxim Chirilă; род. 11 мая 1998, Тулча) — румынский гребец на каноэ, двукратный чемпион мира, трёхкратный чемпион Европы, чемпион II Европейских игр 2019 года, призёр чемпионатов мира и Европы. Участник летних Олимпийских игр 2020 и 2024 годов.

## Карьера
На Европейских играх 2019 года в Минске завоевал первую серьёзную награду — золото в каноэ-двойках на дистанции 1000 метров. В Познане, в 2021 году, на чемпионате Европы стал бронзовым призёром в каноэ-двойках на дистанции 1000 метров.
В 2021 году принял участие в летних Олимпийских играх в Токио. Участвовал в заездах на каноэ-одиночках на дистанции 1000 метров, где квалифицировался в финал В и занял итоговое 11-е место. В каноэ-двойках в паре с Виктором Михалаки квалифицировались в финал А и заняли итоговое пятое место.
На чемпионате Европы 2022 года в Мюнхене завоевал золото в одиночках на 1000 метров. На чемпионате мира 2022 года в Канаде стал чемпионом мира на этой же дистанции.
В Дуйсбурге, на чемпионате мира 2023 года, стал чемпионом мира в одиночках на дистанции 500 метров.
На III Европейских играх стал серебряным призёром в заездах одиночек на дистанции 500 метров.
Принимал участие в летних Олимпийских играх в Париже. В одиночках на дистанции 1000 метров квалифицировался в финал в и стал его победителем.
В Самарканде, на чемпионате мира 2024 года, который состоялся сразу же после Олимпийских игр, Каталин в каноэ-одиночках на дистанции 500 метров, после дисквалификации Захара Петрова, завоевал бронзовую медаль. В октябре 2024 года протест российской стороны был удовлетворён, итоги соревнования пересмотрены и бронзовой медали Каталин был лишён. 
В 2025 году на чемпионате Европы в Рачице на дистанции 1000 метров завоевал золотую медаль. 22 июня на дистанции вдвое короче завоевал бронзовую медаль.  